# 严冬冬
严冬冬（1984年11月16日—2012年7月9日）是中国一名自由登山者，自由职业翻译。出生于辽宁省鞍山市，2001年以鞍山市理科状元身份考入清华大学生命科学与技术系。2002年加入清华大学山野协会，曾任攀登队长。2005年毕业后仍以技术指导身份和清华登山队一起攀登。2008年5月8日，北京奥运圣火珠峰传递过程中，严冬冬作为登山队后援队员随队登顶，成为首位成功登顶珠穆朗玛峰的清华大学学生。2012年7月11日晚，有微博网友称其在新疆天山地区登山下撤途中不幸遇难。

## 主要登山经历[3]
- 2002年7月，随清华登山队攀登宁金抗沙峰，到达6400米
- 2003年6-7月，随清华大学科考协会攀登桑丹康桑雪山
- 2004年6-7月，随清华登山队攀登各拉丹冬峰，到达5900米
- 2005年7月，随清华登山队攀登念青唐古拉峰，作为攀登队长登顶侧峰（7025米）
- 2006年4月，独自攀登雀儿山，到达5200米
- 2006年6-7月，以技术指导身份率清华登山队攀登雀儿山，登顶
- 2008年5月8日，参与北京奥运圣火珠峰传递，成功登顶珠穆朗玛峰
- 2009年11月上旬登顶西念青唐古拉山6614峰等5座未登峰，下旬完成四姑娘山幺妹峰中央南壁“自由之魂”新路线
- 2010年2月完成五色山南壁“另一天”新路线
- 2010年5月完成东雄峰“礼物”新路线
- 2010年8月完成阿妣山西侧“颤抖”新路线
- 2011年10月与周鹏一起完成嘉子峰西壁新路线登顶
- 2011年10月与周鹏一起完成勒多曼因峰北壁新路线“纪念陈家慧”
- 2011年10月与周鹏一起完成小贡嘎南壁“爽 Thrill”新路线

## 主要译作[3]
- 《登山手册》（The Mountaineering Handbook）（美）克雷格·康纳利（Craig Connally）著，人民邮电出版社出版
- 《极限登山》（Extreme Alpinism: Climbing Light, Fast and High）（美）马克·德怀特（Mark F.Twight ）、詹姆斯·马丁（James Martin）著，科学出版社出版（与孙斌合译）
- 《国际登山技术手册》（International Handbook of Technical Mountaineering）（英）皮特·希尔（Pete Hill）著，人民邮电出版社出版
- 《放养孩子》（Free-Range Kids, How to Raise Safe, Self-Reliant Children (Without Going Nuts with Worry)）（美）勒诺·斯科纳兹（Lenore Skenazy）著，中信出版社出版
- 《黄金法则》（Napoleon Hill's Golden Rules: The Lost Writings）（美）拿破仑·希尔（Napoleon Hill）著，中信出版社出版
- 《接纳不完美的自己》（The Dark Side of the Light Chasers）（美）黛比·福特（Debbie Ford）著，吉林文史出版社出版
- 《水是最好的药Ⅲ》（Obesity Cancer & Depression: Their Common Cause & Natural Cure）（美）巴特曼（Dr. Batman）著，吉林文史出版社出版
- 《这书能让你戒烟》（The Easy Way to Stop Smoking）（英）亚伦·卡尔（Allen Carr）著，吉林文史出版社出版
- 《少有人走的路III：心灵地图》（Care Of The Soul）（美）托马斯·摩尔（Thomas Moore）著，吉林文史出版社出版
- 《催眠术圣经》（The New Encyclopedia of Stage Hypnotism）（美）奥蒙德·麦吉尔（Ormond McGill）著，吉林文史出版社出版
- 《身体自愈的秘密》（Secrets of Self-Healing）（美）倪毛信著，吉林文史出版社出版
- 《365天不抱怨的智慧》（The Daily Book of Positive Quotations）（美）琳达·派昆（Linda Picone）著，吉林出版集团有限责任公司出版
- 《随机生存的智慧：黑天鹅语录》（The Bed of Procrustes）（美）纳西姆·尼古拉斯·塔勒布（Nassim Nicholas Taleb）著，中信出版社出版

## 遇难
2012年7月11日晚，微博网友“马欣祥_Mage”称，7月9日下午6点多，严冬冬在新疆天山登山下撤途中，在海拔4400米左右高度的冰川上，不慎掉入很深的裂缝内被卡住，虽经队友周鹏以及其他人多次进行努力救援未果，不幸遇难。